# Михаил Италик
Михаил Италик (на гръцки: Μιχαήλ Ιταλικός) е византийски учен, писател и духовник, филипополски митрополит след 1143 г.
Преподава красноречие и философия в Константинопол. През 1147 г. вече е митрополит на Филипопол (Пловдив). Когато Вторият кръстоносен поход преминава през Тракия, спечелва на своя страна крал Конрад ІІІ Хохенщауфен и го убеждава да наказва воините, които грабят храни от населението. Запазени са ред негови писма и речи, включително и такива, адресирани до императорите Йоан II Комнин и Мануил I Комнин.